# Bab al-Aziziya
Bab al-Aziziya (arabisch باب العزيزية, DMG Bāb al-ʿAzīzīya; „Tor der Macht“, im Volksmund auch Schloss der Angst, Burg der Furcht oder Festung der Furcht) ist ein ehemals militärischer Komplex im Süden von Tripolis. Es galt als das militärische Kommando- und Kontrollzentrum von Muammar al-Gaddafis Truppen. Außerdem lebten al-Gaddafi und seine Familie auf dem Gelände.
1986 griffen es Bomber der Streitkräfte der Vereinigten Staaten im Rahmen der Operation El Dorado Canyon an. 
Später  wurde der Komplex im Bürgerkrieg in Libyen Ziel von massiven Angriffen im Zuge des internationalen Militäreinsatzes in Libyen, bis er schließlich am 23. August 2011 von Einheiten der Libyschen Nationalen Befreiungsarmee erobert wurde. 
In der Zeit danach entwickelte er sich zu einem beliebten Ziel für Familienausflüge.

## Aufbau
Das Gelände umfasst sechs Quadratkilometer und besteht aus Kasernen, Wohnräumen und einer Festung.
Auf dem Gelände befand sich das Zelt von Muammar al-Gaddafi, in dem er offizielle Gäste empfing. Dieses wurde allerdings durch die Angriffe der NATO im Bürgerkrieg 2011 schwer beschädigt.
Bab al-Aziziya ist mit weitläufigen Tunnelsystemen ausgestattet. So gibt es Tunnel die:
- Zu einem ehemaligen Wohnhaus von As-Saadi al-Qaddhafi führen.[1]
- vier Kilometer in den Stadtteil Abu Salim führen, wo sich das Abu-Salim-Gefängnis befindet.[2]

## Geschichte

### Operation El Dorado Canyon
In der Nacht vom 14. auf den 15. April 1986 waren die Einrichtungen auf dem Gelände das Hauptziel der durchgeführten Operation El Dorado Canyon. Auf Bab al-Aziziya wurden 13 Angriffe geflogen. Dabei wurde Chamis al-Gaddafi im Alter von zwei Jahren am Kopf verletzt.

### Bürgerkrieg 2011
Es gab widersprüchliche Meldungen über den Tod von Chamis al-Gaddafi durch einen desertierenden Piloten der regulären libyschen Luftstreitkräfte.
Mehrfach gab es Raketen- und Luftangriffe der Internationalen Truppen auf das Gelände, die teils Gaddafi persönlich gegolten haben sollen, was die NATO dementierte. Im Zuge dessen sollen mehrere Familienmitglieder al-Gaddafis getötet worden sein. Ende August wurde das Gelände schließlich von den Rebellen erobert.
Angriffe auf Bab al-Aziziya:
| Datum                                                        | Beschreibung | Quellen      |
| ------------------------------------------------------------ | --- | ------------ |
| 20. März                                                     | Ein Kampfflugzeug eines desertierenden Piloten der regulären libyschen Luftstreitkräfte soll von diesem absichtlich auf ein Gebäude des Komplexes gestürzt worden sein. Dabei sei Chamis al-Gaddafi, ein Sohn al-Gaddafis, getötet worden was die Regierung aber dementierte. | [ 6 ]        |
| 20. März                                                     | Ein Gebäude, fünfzig Meter von al-Gaddafis Zelt entfernt, wurde im Zuge des Absturzes von einer Rakete getroffen und zerstört. Laut der libyschen Regierung habe es sich um die Privaträume al-Gaddafis gehandelt, laut einem Vertreter der Koalition um das militärische Kommando- und Kontrollzentrum. | [ 3 ]        |
| 14. April                                                    | Ein Luftangriff auf das Gelände erfolgte. | [ 8 ]        |
| 24. und 25. April                                            | Mehrere Raketen der NATO trafen das Gelände. Dabei wurde ein mehrstöckiges Gebäude, das als Bibliothek und Büro benutzt wurde, zerstört und eine Eingangshalle schwer beschädigt. Die Libysche Regierung wertete den Angriff als Anschlag auf das Leben von al-Gaddafi. Ein Sprecher der NATO widersprach dem mit der Erklärung, der Angriff habe den Kommandozentralen auf dem Gelände und nicht al-Gaddafi persönlich gegolten. | [ 9 ] [ 10 ] |
| 1. Mai                                                       | Ein Gebäude wurde das Ziel eines Luftangriffes. Das Ziel war laut NATO ein „Kommando- und Kontrollgebäude“. Dabei sollen laut libyscher Regierung Saif al-Arab al-Gaddafi, der zweitjüngste Sohn und drei Enkelsöhne al-Gaddafis ums Leben gekommen sein. Al-Gaddafi und seine Frau sollen sich ebenfalls in dem Gebäude aufgehalten haben, seien aber unverletzt.                                                                | [ 12 ]       |
| Nacht vom 9. auf den 10. Mai                                 | Angriffe der Nato erfolgten. Zwei Explosionen erschütterten das Gelände. | [ 13 ]       |
| Nacht vom 23. auf den 24. Mai zwischen 1.00 Uhr und 1.30 Uhr | In der Umgebung waren 15 schwere Explosionen zu hören. Die libysche Regierung sprach von drei Toten und 150 Verletzten. Die Nato bestätigte den Angriff und gab als Ziel einen Fahrzeugpark in Bab al-Aziziya an, von dem zuvor Lenkwaffen abgeschossen worden seien. | [ 14 ]       |
| 7. Juni                                                      | Die bis dahin schwersten Luftangriffe auf das Gelände erfolgten. Augenzeugen berichteten von 25 Luftangriffen auf Ziele am Stützpunkt an diesem Tag. | [ 15 ]       |
| Morgen des 16. Juni                                          | Eine heftige Explosion erschütterte das Gelände. | [ 16 ]       |
| 22. August bis 25. August                                    | Es kam zu schweren Gefechten von Bodentruppen rund um Bab al-Aziziya. Am 23. August eroberten die Rebellen große Teile von Bab al-Aziziya. Den dort vermuteten Muammar al-Gaddafi fanden sie jedoch nicht. Auch zwei Tage danach, befanden sich allerdings immer noch Regierungssoldaten in dem Komplex und leisteten Widerstand.                                                                                                 |              |

### Nach den Kämpfen
Bis Mitte September ebbten die Kämpfe ab. Seither entwickelte sich der Komplex zur Attraktion und wurde ein beliebtes Ziel für Wochenendausflüge.
Im Oktober 2011 begannen die Abrissarbeiten für den Komplex. Die Mauern wurden planiert und viele Häuser abgerissen. In einigen der noch stehengebliebenen Häuser zogen Familien ein. Jeden Freitag findet ein Markt auf dem Gelände statt.

## Gefängnis
Nach der Aussage ihrer Eltern wurde die libysche Rechtsanwältin Iman al-Obeidi in Bab al-Aziziya festgehalten.